# Премия «За детскую литературу на новонорвежском»
Премия «За детскую литературу на новонорвежском» (норв. Nynorsk barnelitteraturpris), или премия «Норегс Моллаг» за детскую литературу (норв. Noregs Mållags barnelitteraturpris) — ежегодная литературная премия, присуждаемая норвежским обществом поддержки и развития новонорвежского языка «Норегс Моллаг» за выдающиеся достижения в области детской литературы на новонорвежском языке. Премия учреждена в 1968 году и составляет 15 000 норвежских крон.

## Лауреаты

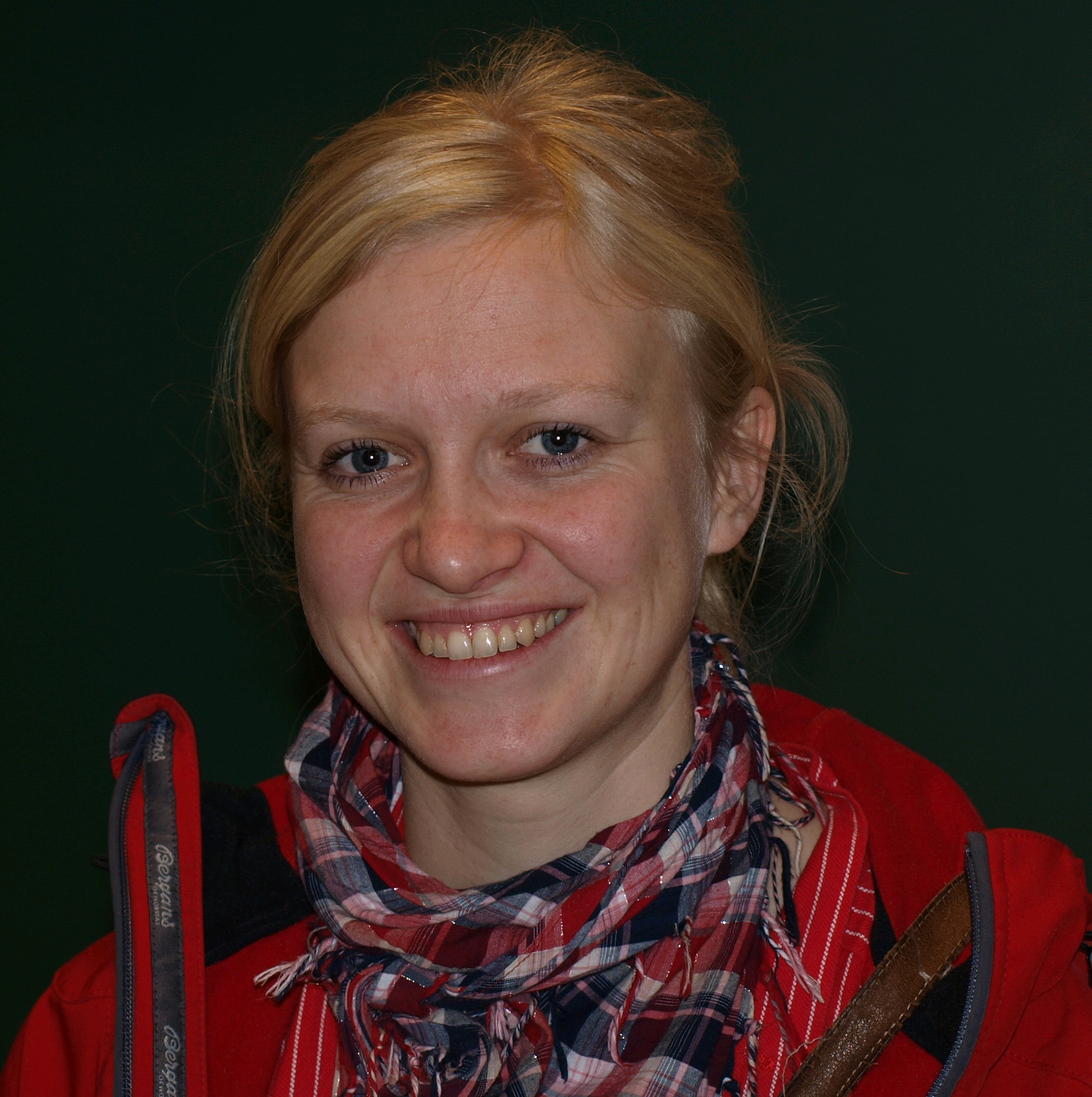
Мария Парр, лауреат премии 2005 и 2009 годов.

- 1968 - Йорген Станг[норв.] за «Rise rugge småttomsenn».
- 1969 - Ян-Магнус Брюхейм[норв.] за «Grashoppa og andre eventyr».
- 1970 - Юханнес Фарествейт[норв.] за общий вклад в литературу на новонорвежском языке.
- 1971 - Эли Уфтедаль[норв.] за общий вклад в литературу на новонорвежском языке..
- 1972 - Ян-Магнус Брюхейм[норв.] и Альберт Улафссон[норв.].
- 1973 - не присуждалась
- 1974 - Эйнар Экланн[норв.] за «Det blir alvor».
- 1975 - не присуждалась
- 1976 - не присуждалась
- 1977 - Эйвинд Дюбвад[норв.] за «Håkon Hestekar gjennom eld og vatn».
- 1978 - разделили Магнхильд Гравир[норв.] за «Ut å reise» и Арвид Хансен[норв.] за «Kaldt hav».
- 1979 - Руни Белсвик[норв.] за «…ingen drittunge lenger…'»'.
- 1980 - Арвид Хансен[норв.] за «Den store båra».
- 1981 - Рагнар Хувланн[норв.] за «Den flygande sykkelen».
- 1982 - Йенс Гросволль[норв.] за «Songboka mi».
- 1983 - Улав Хауге[норв.] и Эйен Венке[норв.] за «Regnbogane».
- 1984 - Сиссель Сульбьёрг Бьюгн[норв.] за «Handa i buret».
- 1985 - Тур Обрестад за «Kamelen i Jomarskogen».
- 1986 - Рагнар Хувланн[норв.] за «Sjømannen, tante Elida og dei største eventyr».
- 1987 - Гури Весос[норв.] за работу в области детской литературы на новонорвежском языке.
- 1988 - Лив Мари Эустрем[норв.] за «Runar vart 17 år».
- 1989 - Юн Фоссе и Алф-Коре Берг[норв.] (иллюстратор) за «Uendeleg seint».
- 1990 - Рённауг Клайва[норв.] за «Plutseleg no».
- 1991 - Турваль Сунн[норв.] за «Slang», «Vettskremt» и «Skrømt».
- 1992 - Руни Белсвик[норв.] за «Kjærleiken er eit filmtriks».
- 1993 - Рагнар Хувланн[норв.] за «Bjørnen Alfred og hunden Samuel forlet pappkartongen».
- 1994 - Бьёрн Сортланн[норв.] за «Himmelkyss».
- 1995 - Эрна Усланн за «Matti og den store stjernepassaren».
- 1996 - Арнфинн Колеруд[норв.] за «Berre ikkje brøyteplogen kjem».
- 1996 - Гури Весос[норв.] за перевод «Martin og bestefar».
- 1997 - Улав Нурхейм[норв.] и Микаэль Хольмберг[норв.] за «Bilde i berg».
- 1998 - Сиссель Хорндаль[норв.] за «Ei halspastillhistorie».
- 1999 - Даг Хеллеве[норв.] за «Kubanaren».
- 2000 - Бьёрн Сортланн[норв.] за «Den blå, blå himmelen».
- 2001 - Турваль Сунн[норв.] за «Knivkastarens son».
- 2002 - Ханс Санне[норв.] и Грю Моурсунн[норв.] (иллюстратор)  за «Arkimedes og rulletrappa».
- 2003 - Хильде Кристин Квалвог[норв.] за «Hjarteklapp».
- 2004 - Арнфинн Колеруд[норв.] за «Den som ikkje har gøymt seg no».
- 2005 - Мария Парр, за «Вафельное сердце» (нюнорск Vaffelhjarte).
- 2006 - Рагнар Хувланн[норв.], за «Fredlaus».
- 2007 - Антология «Godnattboka».
- 2008 - Сиссель Хорндаль[норв.] за «Himmelspringaren»
- 2009 - Мария Парр, за «Тоня Глиммердал» (нюнорск Tonje Glimmerdal).
- 2010 - Вегард Маркхюс, за «Timothy mister seg sjølv».